# Jean Brulé
Pour les articles homonymes, voir Brûlé.
 Jean Joseph Ghislain Brulé, né à Nivelles, le 20 novembre 1842 et y décédé le 14 septembre 1928 fut un homme politique belge francophone libéral.
Il fut brasseur.
Il fut élu sénateur de l'arrondissement de Nivelles (1894-1912),, et conseiller communal de Nivelles.